# ری یونگ-سام
ری یونگ-سام (به هانگول: 리영삼؛ زادهٔ ۲۲ اوت ۱۹۷۲) کشتی‌گیر بازنشستهٔ اهل کره شمالی است. او در دسته‌های ۵۷ و ۵۸ کیلوگرم کشتی آزاد برندهٔ مدال برنز بازی‌های المپیک ۱۹۹۶ آتلانتا، مدال طلای بازی‌های آسیایی ۱۹۹۸ و قهرمان سه دورهٔ مسابقات قهرمانی کشتی آسیا در سال‌های ۱۹۹۶، ۱۹۹۹ و ۲۰۰۰ شده است.